# عزیزم بریم خونه بابام
عزیزم بریم خونه بابام (به هندی: Saajan Chale Sasural) فیلمی جذاب و کمدی محصول سال ۱۹۹۶ و به کارگردانی دیوید داوان است. در این فیلم ستاره درخشان، سلطان کمدی و سلطان رقص GOVINDA گوویندا به همراه کاریسما کاپور، تابو، ساتیش کایشیک، قادرخان، شاکتی کاپور، ساتیش شاه، موکش ریشی، آنجانا ممتاز، هیمانی شیوپوری ایفای نقش کرده‌اند.
جایزه ویژه منتقدین از جشنواره فیلم فیر بهترین هنرمند سال ۱۹۹۶ بخاطر این فیلم تقدیم گویندا گردید. و گوویندا نامزد دریافت بهترین بازیگر مرد نقش اول سال ۱۹۹۶ بود.